# Dammam
Al-Dammam o simplement Dammam (en àrab الدمام, ad-Dammām) és una ciutat de l'Aràbia Saudita capital de la Província Oriental, amb 97.446 habitants el 2004 però 750.000 a l'àrea metropolitana. Disposa d'un aeroport internacional (Aeroport Internacional Rei Fahd) a 20 km al nord-oest. Prop de la ciutat hi les importants localitats de Khobar, Dhahran (seu de l'ARAMCO) i Katif. Encara que són ciutats separades es pot passar de l'una a l'altre en pocs minuts per modernes autopistes. L'Àrea Metropolitana de Dammam, amb rang de municipalitat única, la formen Dammam, al-Khubar i Dhahran. El clima és calorós a l'estiu però a l'hivern és fred i s'ha arribat fins a -4 °C.

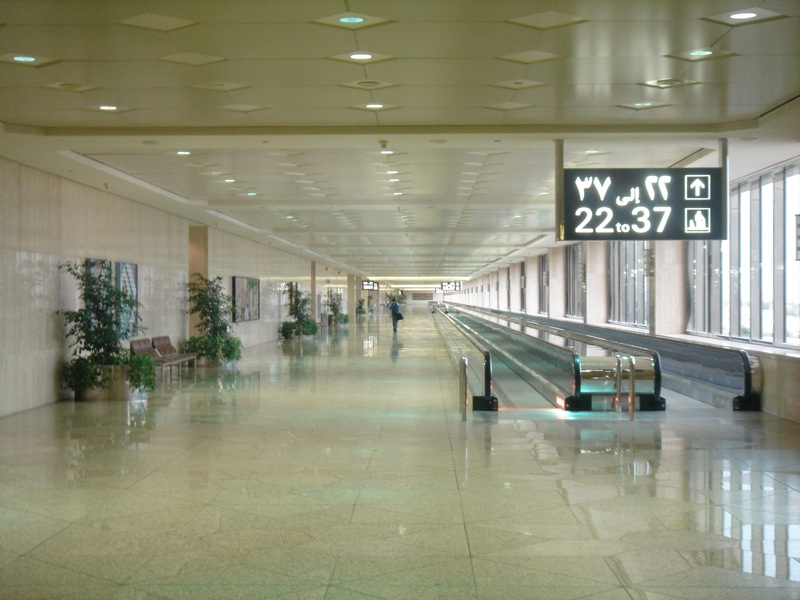
Aeroport

## Història
La ciutat es pensa que data del temps del pirata Djalahima Rahma ibn Djahir, que va edificar una fortalesa. Ibn Djahir es va aliar als Al-Saud el 1809 però el 1816 els saudites van destruir la fortalesa perquè el pirata va abandonar l'aliança per atacar Bahrain. El 1818, Ibn Djahir va ajudar els turc-egipcis a reconquerir al-Katif i va restablir la seva autoritat a Dammam, reconstruint la fortalesa, que va utilitzar de base per les seves operacions contra els al-Khalifa de Bahrain. El 1826, va morir Ibn Djahir en un combat naval contra els al-Khalifa que assetjaven la ciutat, i llavors els al-Khalifa i els Banu Khalid aliats van ocupar Dammam. La ciutat va pertànyer a Bahrain durant més de 17 anys (1826-1843/1844) i en aquest temps s'hi van instal·lar els Amair (fracció dels Banu Khalid) i els Banu Hadjir amb permís del xeic de Bahrain.
El 1842 Abd Allah al-Khalifa fou enderrocat pel seu nebot Muhammad; aquest fou assetjat a Dammam per un exèrcit saudita i una flota de Bahrein lleial al deposat. Faisal ibn Turki al-Saud va ocupar Dammam el 1844, sense que fos retornada a Bishr ibn Rahma ibn Djahir que s'havia aliat als saudites esperant recuperar Dammam. El 1852 els Al-Saud, en guerra contra Muhammad Al-Khalifa, van instal·lar a Dammam al fill d'Abd Allah al-Khalifa; aquest va tractar d'ocupar Bahrain i els britànics van demanar als Al-Saud d'expulsar a Ibn Abd Allah, cosa que no es va produir; llavors el britànics van bombardejar la ciutat i la van ocupar el 1861, per després evacuar-la. El 1866 els britànics van tornar a la ciutat per destruir el fortí (en revenja per un incident naval davant Sur, a Oman), però foren rebutjats per la guarnició. El 1871 els otomans van ocupar la ciutat, així com la major part de l'Aràbia oriental. Sota els otomans la ciutat i la fortalesa van quedar en ruïnes i va esdevenir un poblet de pescadors sense importància, habitat principalment pels Banu Hadjir.
El 1906 era un lloc en ruïnes segons Lorimer. El 1913 el territori oriental va passar a Abd al-Aziz al-Saud. Els Dawasir del clan al-Hasan de la tribu al-Dawasir, i famílies dels Hewila, van formar la ciutat el 1923; aquestes famílies, a causa de les represàlies dels anglesos per alguns incidents amb els xiïtes de Bahrain, van emigrar aquest any des de les illes dirigides pel xeic Ahmed ibn Adb Allah ibn Hassan al-Dowsary, hi van rebre terres a Dammam del rei Abd al-Aziz. Anys després un germà del xeic es va establir a Khobar (o al-Khobar) que llavors estava deshabitada.
El 1938 prop de la vila, petit poblet pescador, la California Standard Oil Company (després Arabian American Oil Company), va trobar petroli (a l'illa al-Zahran, després Dhahran). El 1946 es va decidir fundar un port modern d'aigua fonda a la vila, i construir una estació de tren fins a Riad. El port fou inaugurat el 1950 i després es va engrandir. El 1953 fou declarada capital de la província Oriental al lloc d'al-Hufuf (a l'oasi d'al-Hasa o al-Ahsa). La vila vella es va destruir el 1957 per a construir un port menor per embarcacions petites. La ciutat va créixer considerablement igual que Khobar i Dammam va arribar a 30000 habitants el 1960; modernament les dues ciutats, que no han parat de créixer, es van quasi ajuntar, i també amb Dahran, i van formar l'Àrea Metropolitana de Dammam, amb rang de municipalitat única.